# سلفر مارلن
سيلفر مارلين هي مركبة سطحية إسرائيلية بدون طيار (يو أس في) مصممة لمهام الدوريات البحرية. وهي مجهزة بمحطة أسلحة ثابتة يتحكم بها عن بُعد عيار 7.62 مم بالإضافة إلى أنظمة مراقبة واتصالات عبر الأقمار الصناعية. حيث تتمتع بقدرة تحمل تتراوح بين 24 و36 ساعة ومهمتها الرئيسية هي الاستطلاع والمراقبة وحماية القوات/مكافحة الإرهاب ومكافحة السفن السطحية والألغام والبحث والإنقاذ ودوريات الموانئ والممرات المائية وتقييم أضرار المعارك وكشف التلوث ومعالجته بالإضافة إلى الحرب الإلكترونية.
يبلغ طول المارلن الفضية 10.67 م (35.0 قدم) طولًا ووزنها 4,000 كـغ (8,800 رطل) ولها 2,500 كـغ (5,500 رطل)سعة الحمولة ويشغلها محركين محركات ديزل بقوة 315 حصان.

## روابط خارجية
- أدوات جديدة لقواعد جديدة PDF
- فيديو ترويجي لـ Elbit Systems Silver Marlin